# Fausto Fornaci
Fausto Fornaci (Umbertide, 5 maggio 1917 – Lupia di Sandrigo, 6 febbraio 1945) è stato un militare e aviatore italiano, pilota di grande esperienza, fu un Asso dell'aviazione  della Regia Aeronautica durante la seconda guerra mondiale con 9 vittorie accertate.

## Biografia

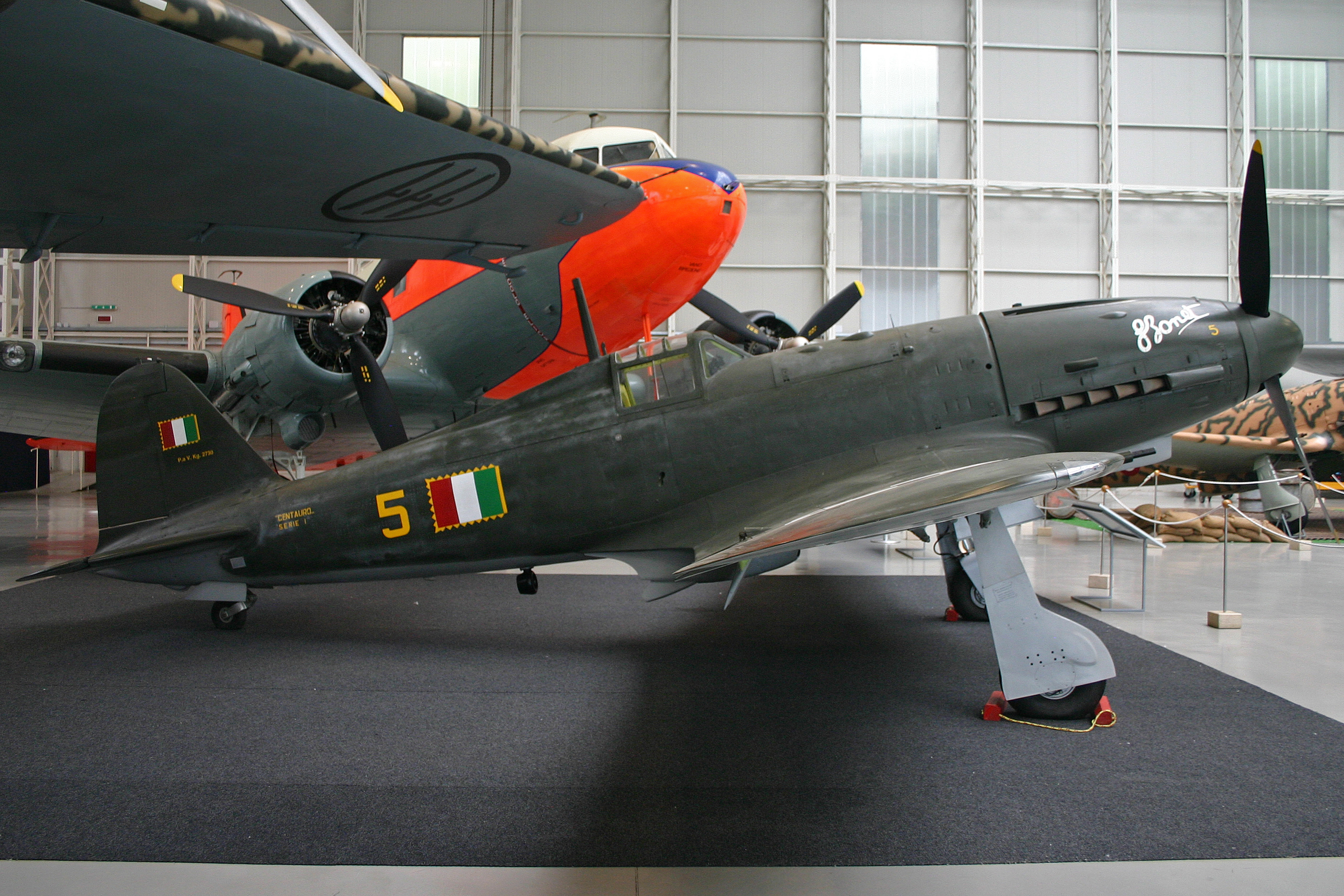
Un caccia Fiat G.55 Centauro dell'Aeronautica Nazionale Repubblicana esposto al Museo dell'Aeronautica di Vigna di Valle.

Nacque il 5 maggio 1917 ad Umbertide, in provincia di Perugia, figlio di Ulderico. Si arruolò nella Regia Aeronautica nel 1939, e dal gennaio di quell'anno fino al maggio 1940 frequentò la Scuola di pilotaggio di Falconara e poi di Foggia, uscendone con il grado di sergente pilota. Assegnato alla specialità Caccia, entrò a far parte della 362ª Squadriglia, 22º Gruppo del 52º Stormo Caccia Terrestre, basata sull'aeroporto di Ciampino. Il 7 marzo del 1941 il 22º Gruppo divenne autonomo, ed equipaggiato con i monoplani Aermacchi C.200 Saetta partì per il fronte greco. Il 15 aprile eseguì assieme ad altri piloti della sua Squadriglia un mitragliamento sull'aeroporto greco di Paramythia, dove si trovavano presenti ben 44 aerei della Jugosovensko Kraljevsko Ratno Vazduhoplovovsto (JRKV), infliggendo loro gravi perdite. Per questa azione fu decorato con la Croce di guerra al valor militare. Dopo il termine della campagna dei Balcani nel mese di agosto il 22º Gruppo partì per l'Unione Sovietica al seguito del CSIR. Rimase sul Fronte orientale fino all'aprile 1942, riportando una vittoria aerea accertata e venendo insignito della Medaglia d'argento al valor militare sul campo e della Croce di Ferro di II classe tedesca.
Rientrato in Patria nel mese di maggio il 22º Gruppo fu riequipaggiato con i caccia Reggiane Re.2001 Falco II e successivamente trasferito dapprima a Ciampino (Roma) e poi sull'sull'aeroporto di Capodichino per partecipare alla difesa aerea di Napoli. In seno alla 371ª Squadriglia, dotata di velivoli Aermacchi C.202 Folgore, prese parte alla difesa aerea della città partenopea dalle incursioni dei bombardieri alleati. Nel gennaio del 1943 riuscì ad abbattere un bombardiere, e per questa azione fu insignito della Medaglia di bronzo al valor militare sul campo. Il 7 febbraio, insieme ad altri piloti del suo Gruppo, contrastò efficacemente una nuova incursione dei bombardieri americani, contribuendo all'abbattimento e al danneggiamento di alcuni quadrimotori. Dopo l'invasione della Sicilia il 25 maggio, nel corso di un combattimento tra la Sicilia e la Calabria, rivendicò l'abbattimento di tre caccia nemici in una sola volta. Il 24 agosto fu proposto per la nomina a sottotenente in servizio permanente effettivo per meriti di guerra, che non ebbe seguito per la proclamazione dell'armistizio dell'8 settembre 1943.
In seguito aderì alla Repubblica Sociale Italiana, entrando a far parte dell'Aeronautica Nazionale Repubblicana, assegnato alla 5ª Squadriglia del 2º Gruppo caccia "Gigi Tre Osei" equipaggiato con i Fiat G.55 Centauro. Per il valore dimostrato in combattimento fu insignito di una seconda Medaglia d'argento al valor militare e di una seconda Croce di Ferro di seconda classe.
Il 6 febbraio 1945 decollò insieme ad altri piloti per intercettare una formazione di 18 bombardieri North American B-25 Mitchell, scortata da 8 caccia Republic P-47 Thunderbolt, impegnati in una missione di bombardamento contro il ponte ferroviario sull'Adige di Ala, in Val Lagarina. Durante il combattimento che ne seguì il suo caccia Messerschmitt Bf.109G-6 venne abbattuto da un caccia nemico, e precipitò al suolo nei pressi di Lupiola di Sandrigo. Il corpo del pilota venne recuperato, e fu sepolto l'8 febbraio 1945 nella Galleria III del cimitero monumentale di Vicenza, tomba 58.
Il relitto del suo aereo venne recuperato il 12 gennaio 2002 grazie a una collaborazione tra il Club Frecce Tricolori, di Vicenza e la sezione del GAVS di Vicenza.

### Annotazioni
1. ↑  Durante il periodo trascorso presso le Scuole totalizzò 100 ore di volo.
2. ↑  I piloti italiani rivendicarono la distruzione di un caccia e sei bombardieri, più il danneggiamento di 10 velivoli. Solo nove dei quarantaquattro aerei presenti sull'aeroporto riuscirono successivamente a trasferirsi in Egitto il 19 aprile.
3. ↑  Comandata dal capitano pilota Mario Bellagambi.
4. ↑  Assegnata dal governo della Repubblica di Salò e non riconosciuta successivamente dal legittimo governo italiano.
5. ↑  In quella occasione furono anche recuperati alcuni resti mortali del pilota che vennero riconsegnati alla famiglia per la tumulazione nel cimitero di Umbertide.
6. ↑  Oltre che all'Associazione “Agmen Quadratum” di Pusignano (Ravenna).

### Fonti
1. 1 2 3 4  Mattioli 2003, p. 61.
2. 1 2 3 4 5 6 7 8  Apostolo, Massimello 2000, p. 86.
3. 1 2 3 4 5 6 7  Mattioli 2003, p. 62.
4. ↑  Ufficio Storico Stato Maggiore dell'Aeronautica 1977, p. 171.
5. 1 2  Ufficio Storico Stato Maggiore dell'Aeronautica 1977, p. 172.
6. ↑  Ufficio Storico Stato Maggiore dell'Aeronautica 1977, p. 173.
7. 1 2 3 4 5 6 7 8  Dunning 1988, p. 30.
8. 1 2 3 4 5 6  Mattioli 2003, p. 63.
9. ↑  D'Amico, Valentini 1986, p. 4.
10. ↑  D'Amico, Valentini 1986, p. 11.
11. ↑  D'Amico, Valentini 1986, p. 26.
12. ↑  Il Giornale di Vicenza, 13 gennaio 2002.